# جورج روجرز
جورج روجرز (بالإنجليزية: George Rogers)‏ (20 أبريل 1847 في المملكة المتحدة - 14 ديسمبر 1905 في المملكة المتحدة) هو لاعب كريكت بريطاني (وحمل سابقاً جنسية المملكة المتحدة لبريطانيا العظمى وأيرلندا). لعب مع نادي مقاطعة سري للكريكت ‏.

## وصلات خارجية
- جورج روجرز على موقع إي آس بي آن كريك إنفو (الإنجليزية)